# George MacDonald
George MacDonald (Huntly, 10 de diciembre de 1824-Ashtead, 18 de septiembre de 1905) fue un escritor, poeta y ministro cristiano escocés.
A pesar de que no es hoy en día muy conocido, sus obras (particularmente sus cuentos de hadas y sus novelas fantásticas) inspiraron profunda admiración en notables autores como  J. R. R. Tolkien, Wystan Hugh Auden, C. S. Lewis y Madeleine L'Engle. Lewis escribió que MacDonald había sido su "maestro". Lewis comenzó a leer por casualidad Fantastes en una estación de tren. "Unas pocas horas después", dijo Lewis, "supe que había cruzado una gran frontera".

## Orígenes y familia
La historia familiar de George MacDonald hay que remontarla al clan de los MacDonald, una de las tribus escocesas más importantes de la Edad Media y Moderna. El clan MacDonald fue aniquilado por el clan Campbell en Glencoe en febrero de 1692, pero algunos integrantes pudieron escapar con vida. Entre ellos estaba uno llamado Ronald, que tuvo un nieto que participó como gaitero en la batalla de Culloden, donde fueron derrotados los escoceses por los ingleses. En la altura de la batalla de Culloden, el gaiteiro tuvo un hijo y con él se fue a vivir, en situación de miseria, a la villa de Huntly, al oeste de Escocia. El gaitero fue el bisabuelo de George MacDonald.
Su abuelo, Charles Edward MacDonald fue un emprendedor: montó una blanqueadora de hilo y luego se dedicó a los servicios bancarios. Tuvo diez hijos, de los que el segundo, George, el padre del escritor, se hizo cargo de una pequeña explotación agraria. Era una familia de grandes convicciones religiosas, seguidores de dos distintas iglesias locales. George MacDonald padre se casó dos veces, y en los dos casos con hijas de reverendos de la Iglesia libre de Escocia: de la primera, Helen MacKay, que fallecería de tuberculosis, nacerían seis hijos (entre ellos George); de la segunda, tres hijas.

## Biografía
George MacDonald nació el 10 de diciembre de 1824 en Huntly, Aberdeenshire, Escocia, hijo de George MacDonald, fabricante, y Helen McCay o MacKay. A los dos años se trasladó con su familia a una casa algo apartada, en la ribera del río, llamada The Farm, en la cual pasaría su infancia.
MacDonald creció en su iglesia congregacional, en una atmósfera calvinista, pero nunca se sintió cómodo con algunos aspectos de tal doctrina. De hecho, una leyenda cuenta que cuando se le explicó por primera vez la doctrina de la predestinación, se echó a llorar (aunque aseguró que él fue uno de los elegidos). Algunas novelas que escribió más tarde, como Robert Falconer  y Lilith, muestran una aversión a la idea de que el amor electivo de Dios se limita a unos y es negado a otros.
Estudió en la Universidad de Aberdeen, y luego se fue a Londres a estudiar en el Highbury College del ministerio congregacional.

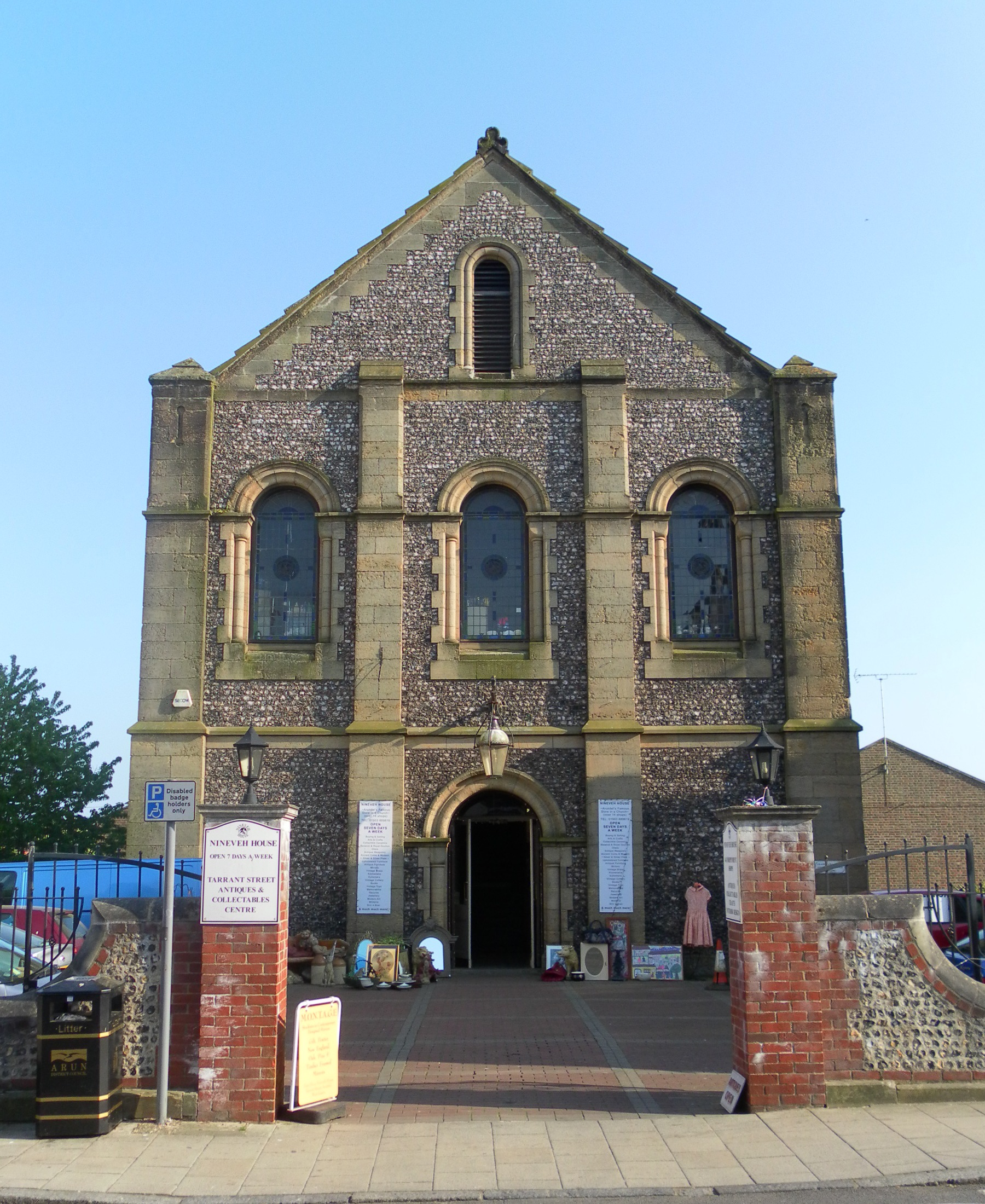
MacDonald fue pastor de la Iglesia Congregacional de la Trinidad, en Arundel, desde 1850.

En 1850 fue investido pastor de la Iglesia Congregacional de la Trinidad de Arundel, pero sus sermones, que predicaban sobre el amor universal de Dios y la posibilidad de que nadie pudiera, en última instancia, dejar de unirse con Dios, no fueron bien recibidos, por lo que se le redujo su sueldo a la mitad. Posteriormente, ejerció el oficio ministerial en Mánchester, pero lo dejó por razones de salud. Tras una corta estancia en Argel se instaló en Londres y enseñó durante algún tiempo en la Universidad de Londres. MacDonald también fue editor por un tiempo de Good Words for the Young, y dio conferencias en los Estados Unidos durante entre 1872 y 1873.
Sus obras literarias más conocidas son Fantastes, The princess and The Goblin, At the Back of the North Wind, y Lilith, todas novelas fantásticas, y cuentos de hadas como The Light Princess (La princesa ligera), The Golden Key, y The Lost Princess. "Escribo, no para niños," señaló en una oportunidad, "sino para los que son como niños, así tengan cinco, cincuenta y setenta y cinco años." MacDonald también publicó algunos volúmenes de sus sermones como pastor.

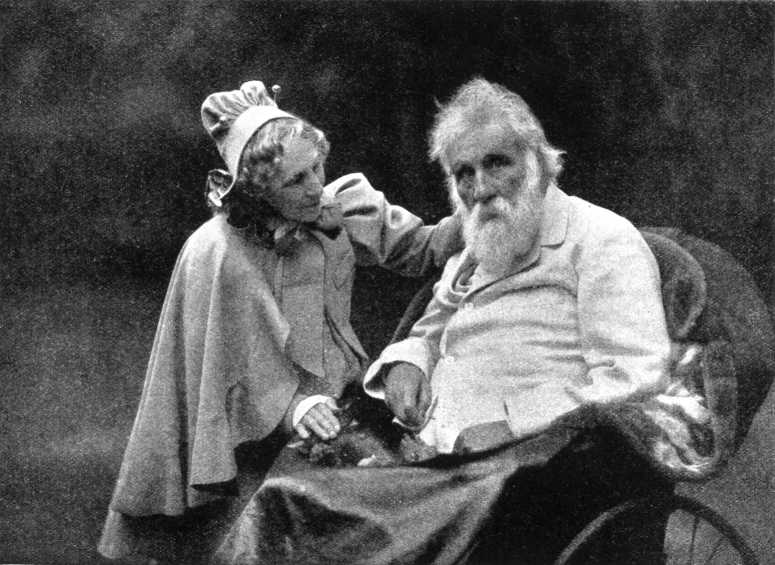
George MacDonald en 1901.

Fue uno de los mentores de Lewis Carroll (seudónimo del reverendo Charles Lutwidge Dodgson); fue por consejo de MacDonald, y la entusiasta recepción que tuvo Las aventuras de Alicia en el país de las maravillas entre los hijos de MacDonald, lo que convenció a Carroll a publicar Alicia. Carroll, uno de los más reputados fotógrafos victorianos, también realizó retratos de varios de los hijos de MacDonald.
MacDonald estaba familiarizado con la mayoría de las figuras literarias de la época; un álbum fotográfico lo muestra con Alfred Tennyson, Charles Dickens, William Wilkie Collins, Anthony Trollope, John Ruskin, George Henry Lewes y William Makepeace Thackeray. En los Estados Unidos mantuvo amistad con Henry Wadsworth Longfellow y Walt Whitman.
En 1900 se mudó a St George's Wood, Haslemere, a una casa diseñada por su hijo Robert Falconer MacDonald y construida por su hijo mayor, Greville MacDonald. Murió el 18 de septiembre de 1905 en Ashtead (Surrey). Fue cremado, y sus restos descansan en Bordighera.
El uso de la fantasía en las obras de MacDonald como un médium literario para explorar la condición humana influenció enormemente a una generación de autores como C. S. Lewis (que lo destacó como un personaje en su obra El gran divorcio), J. R. R. Tolkien, y Madeleine L'Engle. Las novelas no fantásticas de MacDonald, como Alec Forbes, también fueron influyentes; estuvieron entre las primeras novelas realistas de Escocia, y, como tal, MacDonald ha sido reconocido por ser uno de los fundadores de la "escuela kailyard" de la escritura escocesa.
Su hijo Greville se convirtió en un médico que también escribió varios cuentos infantiles. Greville se aseguró de que varias ediciones nuevas de las obras de su padre fueran publicadas. Otro hijo suyo, Ronald MacDonald, también fue novelista. El hijo de Ronald, Philip MacDonald, (nieto de George) fue un conocido guionista de Hollywood.

## Obras

### Fantasía
- Phantastes: A Fairie Romance for Men and Women (1858, publicado en español como Fantastes)
- Cross Purposes (1862)
- Adela Cathcart (1864, incluye "The Light Princess", "The Shadows", y otras historias cortas)
- The Portent: A Story of the Inner Vision of the Highlanders, Commonly Called "The Second Sight" (1864)
- Dealings with the Fairies (1867, incluye "The Golden Key", "The Light Princess", "The Shadows", y otras historias cortas)
- At the Back of the North Wind (1871)
- Works of Fancy and Imagination (1871, incluye  Within and Without, "Cross Purposes", "The Light Princess", "The Golden Key", y otras obras)
- The Princess and the Goblin (1872, publicado en español como La princesa y el duende)
- The Wise Woman: A Parable (1875)
- The Gifts of the Child Christ and Other Tales (1882,  reeditada como "Stephen Archer" and Other Tales)
- The Day Boy and the Night Girl (1882, publicado en español como La historia de Nycteris y Photogen)
- The Princess and Curdie (1883, secuela de The Princess and the Goblin,  Publicado en español como La princesa y Curdie)
- The Flight of the Shadow (1891)
- Lilith: A Romance (1895, publicado en español como Lilith)

### Ficción realista
- David Elginbrod (1863; reeditada como The Tutor's First Love), publicada originalmente en tres volúmenes
- Alec Forbes of Howglen (1865; reeditada como The Maiden's Bequest)
- Annals of a Quiet Neighbourhood (1867)
- Guild Court: A London Story (1868)
- Robert Falconer (1868; reeditada como The Musician's Quest)
- The Seaboard Parish (1869), secuela de Annals of a Quiet Neighbourhood
- Ranald Bannerman's Boyhood (1871)
- Wilfrid Cumbermede (1871–72)
- The Vicar's Daughter (1871–72), una secuela de Annals of a Quiet Neighborhood y The Seaboard Parish
- The History of Gutta Percha Willie, the Working Genius (1873), generalmente denominada de modo simple Gutta Percha Willie
- Malcolm (1875)
- St. George and St. Michael (1876)
- Thomas Wingfold, Curate (1876; reeditada como The Curate's Awakening)
- The Marquis of Lossie (1877; reeditada como The Marquis' Secret), segundo libro de Malcolm
- Paul Faber, Surgeon (1879; reeditada como The Lady's Confession), secuela de Thomas Wingfold, Curate
- Sir Gibbie (1879; reeditada como The Baronet's Song)
- Mary Marston (1881; reeditada como A Daughter's Devotion)
- Warlock o' Glenwarlock (1881; reeditada como Castle Warlock y The Laird's Inheritance)
- Weighed and Wanting (1882; reeditada como A Gentlewoman's Choice)
- Donal Grant (1883; reeditada como The Shepherd's Castle), secuela de Sir Gibbie
- What's Mine's Mine (1886; reeditada como The Highlander's Last Song)
- Home Again: A Tale (1887; reeditada como The Poet's Homecoming)
- The Elect Lady (1888; reeditada como The Landlady's Master)
- A Rough Shaking (1891)
- There and Back (1891; reeditada como The Baron's Apprenticeship), secuela de Thomas Wingfold, Curate y Paul Faber, Surgeon
- Heather and Snow (1893; reeditada como The Peasant Girl's Dream)
- Salted with Fire (1896; reeditada como The Minister's Restoration)
- Far Above Rubies (1898)

### Poesía
- Twelve of the Spiritual Songs of Novalis (1851), traducción impresa privadamente de la poesía de Novalis
- Within and Without: A Dramatic Poem (1855)
- Poemas (1857)
- "A Hidden Life" and Other Poems (1864)
- "The Disciple" and Other Poems (1867)
- Exotics: A Translation of the Spiritual Songs of Novalis, the Hymn-book of Luther, and Other Poems from the German and Italian (1876)
- Dramatic and Miscellaneous Poems (1876)
- A Book of Strife, in the Form of the Diary of an Old Soul (1880), impresa privadamente
- The Threefold Cord: Poems by Three Friends (1883), impresa privadamente, con Greville Matheson y John Hill MacDonald
- Poemas (1887)
- The Poetical Works of George MacDonald, 2 Volumes (1893)
- Scotch Songs and Ballads (1893)
- Rampolli: Growths from a Long-planted Root (1897)

### No ficción
- Unspoken Sermons (1867)
- England's Antiphon (1868, 1874)
- The Miracles of Our Lord (1870)
- Cheerful Words from the Writing of George MacDonald (1880), compilada por E. E. Brown
- Orts: Chiefly Papers on the Imagination, and on Shakespeare (1882)
- "Prefacio" (1884) a Letters from Hell (1866) por Valdemar Adolph Thisted
- The Tragedie of Hamlet, Prince of Denmarke: A Study With the Test of the Folio of 1623 (1885)
- Unspoken Sermons, Second Series (1885)
- Unspoken Sermons, Third Series (1889)
- A Cabinet of Gems, Cut and Polished by Sir Philip Sidney; Now, for the More Radiance, Presented Without Their Setting by George MacDonald (1891)
- The Hope of the Gospel (1892)
- A Dish of Orts (1893)
- Beautiful Thoughts from George MacDonald (1894), compilada por Elizabeth Dougall

## Edición en castellano
- Cuentos de hadas para todas las edades. Colección Ars brevis 71. Traducción Ana Becciu. Vilaür: Ediciones Atalanta. 2012, 2022 segunda edición. ISBN 978-84-939635-4-5.
- Fantastes. Una novela de hadas para hombres y mujeres. Prólogo C. S. Lewis. Traducción Juan José Llanos. Cartoné. Colección Imaginatio vera 87. Vilaür: Ediciones Atalanta. 2014, 2025 segunda edición. ISBN 978-84-942276-4-6.